# Neotypus intermedius
Neotypus intermedius là một loài tò vò trong họ Ichneumonidae.